# Petőfibánya, Heves
Petőfibánya  este un sat în districtul Hatvan, județul Heves, Ungaria, având o populație de 2.809 locuitori (2011). 

## Demografie
Componența etnică a satului Petőfibánya
     Maghiari (98,35%)
     Necunoscut (0,55%)
     Alții (1,1%)
Componența confesională a satului Petőfibánya
     Fără religie (35,21%)
     Romano-catolici (30,47%)
     Reformați (2,03%)
     Atei (1,53%)
     Necunoscută (30,05%)
     Alte religii (1,64%)
Conform recensământului din 2011, satul Petőfibánya avea 2.809 locuitori. Din punct de vedere etnic, majoritatea locuitorilor (98,35%) erau maghiari. Apartenența etnică nu este cunoscută în cazul a 0,55% din locuitori. Nu există o religie majoritară, locuitorii fiind persoane fără religie (35,21%), romano-catolici (30,47%), reformați (2,03%) și atei (1,53%). Pentru 30,05% din locuitori nu este cunoscută apartenența confesională.